# Saffirien

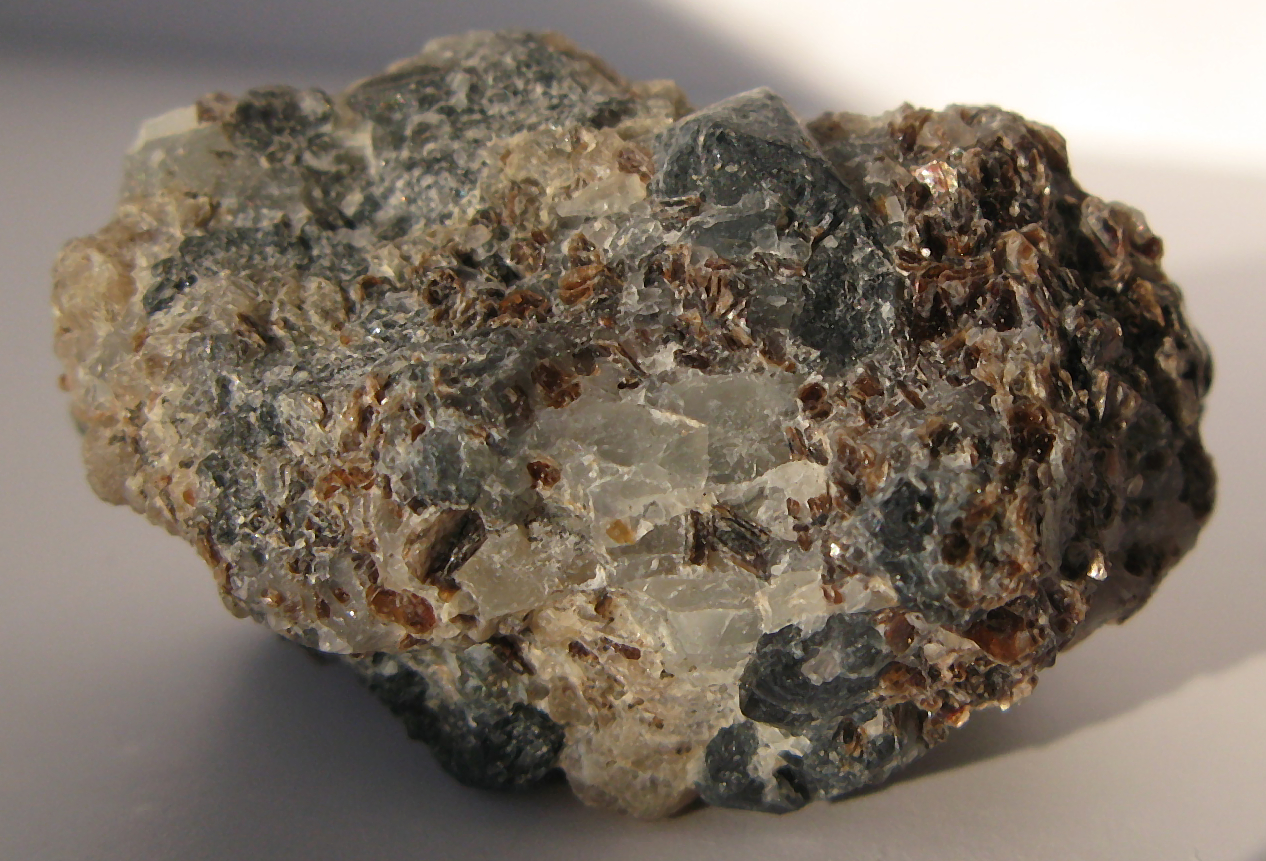
Sapphirien

Het mineraal saffirien is een magnesium-aluminium-silicaat met de chemische formule (Mg,Al)8(Al,Si)6O20. Het mineraal behoort tot de inosilicaten.

## Eigenschappen
Het doorzichtig blauwe, blauwgrijze, groengrijze of groene saffirien heeft een glasglans, een witte streepkleur en de splijting is perfect volgens het kristalvlak [010]. De gemiddelde dichtheid is 3,45 en de hardheid is 7,5. Het kristalstelsel is triklien en het mineraal is niet radioactief.

## Naamgeving
De naam van het mineraal saffirien is net als saffier afgeleid van het Oudgriekse woord van Fenicische oorsprong, σάπφειρος, sappheiros, dat "blauw" betekent.

## Voorkomen
Saffirien is een mineraal dat voorkomt in verscheidene stollings- en metamorfe gesteenten. De typelocatie is gelegen in St. Urbain, Charlevoix county, Quebec, Canada. Het wordt ook gevonden in het Betroka district, provincie Toliara, Madagaskar.